# Benjamin Gischard
Benjamin Gischard (Herzogenbuchsee, 17 novembre 1995) è un ginnasta svizzero.

## Palmarès
- Europei

Berna 2016: bronzo nella gara a squadre.